# Manifestazioni della Piazza Shahbag nel 2013
Le manifestazioni della Piazza Shahbag (dette anche moti dello Shahbag) sono iniziate il 5 febbraio 2013 a Dacca, la capitale del Bangladesh, con la raccolta di firme per la pena di morte di Abdul Quader Mollah e tutti gli altri criminali di guerra responsabili effettivi delle azioni compiute durante la Guerra di Liberazione del Bangladesh del 1971. Il 5 febbraio 2013, il Tribunale internazionale sui crimini del 1971 ha condannato Quader Mollah alla prigione. Quader Mollah è stato infatti riconosciuto responsabile di genocidio, assassinio e stupro (di un minatore di 11 anni) durante la guerra di liberazione. Quader Mollah è stato altresì riconosciuto colpevole dal tribunale d'esser stato mandante di una serie di massacri in larga scala. Le numerose atrocità perpetrate da Abdul Quader Mollah gli hanno fatto guadagnare il soprannome di "Macellaio di Mirpur". Il 5 febbraio 2013, il tribunale internazionale dei Crimini sul Bangladesh ha condannato Abdul Quader Mollah all'ergastolo, dopo aver dimostrato la sua colpevolezza per 5 capi d'accusa dei 6 a lui imputati. Nelle ore seguenti il verdetto, il malcontento di massa crebbe in Bangladesh, poiché la maggioranza della popolazione attendeva un giudizio di pena capitale.

## Dalle prime proteste al coinvolgimento di massa
I blogger e gli attivisti online mobilizzarono l'opinione pubblica organizzando una manifestazione di massa nelle vie cittadine verso la Piazza Shabag, nel cuore di Dacca. Cittadini di tutte le età e i ceti sociali parteciparono spontaneamente alla protesta e alla manifestazione culminata appunto nella Piazza Shahbag. In ragione del coinvolgimento delle nuove generazioni alla protesta, l'incrocio di Shahbag è attualmente soprannominato "Projonmo Chottor", la piazza delle generazioni. Tale avvenimento è paragonato alle manifestazioni di Piazza Tahrir in Egitto. Migliaia di persone si accamparono nella Piazza durante la giornata e la notte, chiedendo la pena capitale per Abdul Quader Mollah, rifiutando di lasciare la Piazza senza aver ottenuto la pena capitale per i crimini di guerra.

## Ritorsioni nei confronti dei manifestanti
Successivamente è iniziata la rappresaglia nei confronti dei manifestanti più fervidi da parte del partito di Abdul Quaderl Mollah, con l'eliminazione fisica degli attivisti. Tra febbraio e maggio 2013 tre blogger sono stati uccisi.

## Conseguenze
La condanna di Abdul Quader Mollah venne commutata in pena capitale eseguita nel dicembre 2013.